# GitHub
GitHub e уеб базирана услуга за разполагане на софтуерни проекти и техни съвместни разработки върху отдалечен интернет сървър в т.нар. хранилище (software repository). Базира се на Git системите за контрол и управление на версиите. Услугата може да бъде както платена за частни проекти, така и безплатна за т.нар. проекти с общодостъпен код, като и в двата случая потребителите могат да ползват всички възможности на услугата. Към май 2011 г. GitHub се счита за най-популярния сайт за разполагане на съвместни проекти с общодостъпен или наречен още отворен код.
Компанията GitHub Inc. е основана през 2008 г. със седалище Сан Франциско, Калифорния, САЩ.
През юли 2012 г. компанията получава 100 милиона щатски долара първокласно финансиране, основно от компанията Andreessen Horowitz.
Към август 2013 г. за компанията работят 198 служители.

## Описание
Сайтът предоставя функционалност за изграждане на социални мрежи за споделяне на софтуерни програми и за работа с тях, като например индивидуално участие на всеки програмист в групови разработки, както и възможност за наблюдение върху работата на всеки участник в екипа.
Важно: За да се оцвети GitHub файлът според езика, на който пишете, винаги слагайте разширения за подходящия език. Например, за да получите стандартно оцветяване на C#, сложете разширение на файла *.cs. Ако имате проблеми и въпроси, се свързвайте с поддръжката на GitHub. Отговарят бързо и точно.
GitHub поддържа също така и други услуги:
1) Gist  – сайт от типа pastebin, който дава възможност на всеки да съхранява текст или програмен код за опреден период от време в отделно хранилище за данни или сайт, достъп до който се получава чрез Git хранилище;
2) Speaker Deck  – отново уеб базирана услуга за разполагане и споделяне на презентации;
3) Gauges  – платформа за анализ на интернет трафик и обмен на данни.
От януари 2010 г. GitHub се поддържа и управлява под името GitHub, Inc.
Софтуерът, който поддържа GitHub, е написан от програмистите на GitHub, Inc. Крис Уейнщтрат, П. Дж. Хайът, и Том Престон-Уърнър, използвайки Ruby on Rails – фреймуърк за уеб приложения и програмния език Erlang.
Том Престон-Уърнър избира логото на GitHub – октокотка (англ. octocat). Първоначално я открива в iStockPhoto и купува ограничен лиценз за ползването ѝ за 50 щатски долара. Впоследствие GitHub придобива изключителни права върху логото.

## Фирмен модел на приходите
Питър Левайн, главен съдружник в Andreessen Horowitz – инвеститор в GitHub, в свое изявление казва, че към юли 2012 г. GitHub отбелязва ръст в приходите с 300% годишно за периода от 2008 г., като почти през цялото това време е на печалба. GitHub предлага хостинг на частни проекти, като цената е в диапазона от 7 щатски долара на месец за пет хранилища до 200 щатски долара на месец за 125 хранилища. В отделни случаи GitHub може да бъде лицензиран за корпоративно ползване на частни сървъри с изградена защитна стена (firewall). Съответно тарифата за корпоративни клиенти е 5000 щатски долара на година за 20 потребители. Друг поток на приходи е GitHub Jobs, където работодатели могат да обявяват свободни позиции за работа при 450 щатски долара на обява. Основната цел на хората, отговарящи за продажбите в GitHub, е да предлагат само това, което е най-добро за конкретния клиент, съответно тяхното възнаграждение не се базира на обичайната комисионна, която е характерна за подобен тип продажби.

## Факти и статистически данни
GitHub стартира през април 2008 г.
На 24 февруари 2009 г. по време на разговори в седалището на Yahoo! екипът на GitHub обявява, че през първата година, откакто GitHub е онлайн, компанията е събрала 46 000 публични хранилища, като 17 000 от тях са привлечени само през предходния месец. Респективно към онзи момент, около 6200 хранилища са разклонени (forked) поне веднъж, 4600 са слети. На 5 юли 2009 г. GitHub обявява в блога си, че е достигнала прага от 100 000 потребители.
На 27 юли 2009 г. при друг разговор в Yahoo! Том Престон-Уърнър обявява увеличение в броя на клиентите съответно с 90 000 публични хранилища, 12 000 са разклонени поне веднъж, за да се стигне до общата бройка от 135 000 хранилища. През юли 2010 г. GitHub обявява, че 1 милион хранилища са разположени на техните сървъри. Почти година по-късно, през април 2011 г., GitHub отново обявява, че предоставя хостинг на 2 милиона хранилища.
На 21 септември 2011 г., GitHub оповестява, че клиентите надхвърлят 1 милион броя.
На 19 декември 2012 г., GitHub съобщава, че компанията има над 2,8 милиона хостинг клиенти с над 4,6 милиона хранилища.
На 16 януари 2013 г., GitHub обявява, че компанията е надхвърлила прага от 3 милиона клиента и предоставя хостинг на повече от 5 милиона хранилища.

## Ограничения
Според условията на услугата, ако обемът от данни, трансферирани от даден клиент, значително надхвърля обичайната големина на трафика на останалите клиенти на GitHub, хостинг услугата към този клиент може да бъде незабавно прекратена или ограничена, докато трансферът на данни не се нормализира. Освен това, макар да няма конкретно ограничение, препоръчително е максималният размер на хранилище да е един гигабайт.

## Софтуерни издания
На 15 февруари 2013 г. GitHub издава Boxen, свободно за използване средство за автоматизация в Mac среда.
GitHub също така предлага своето стандартно GUI приложение за сваляне (Windows, Mac, Linux) директно от своя уебсайт.